# 피어너 팔
피어너 팔 – 공화당(아일랜드어: Fianna Fáil – An Páirtí Poblachtánach [ˈfʲiən̪ˠə ˈfˠɑːlʲ]→아일랜드 전사단)은 아일랜드의 정당이다. 피너 게일과 보수 양당을 이룬다. 총 55,000여명에 달하는 당원이 있다. 상징색상은 초록색과 주황색이다. 현재 아일랜드의 집권 여당이다. 현재 대표직은 마이클 마틴이 담당하고 있으며 그는 아일랜드의 총리이기도 하다.
1926년 이몬 데 발레라가 창당했으며 초기에는 아일랜드 독립을 지지하였으나 1929년부터는 영국과의 동맹을 중시하는 정당으로 바뀌었다. 1930년부터 아일랜드 정치계에 영향력을 행사하기 시작하였으며 1932년 총선거를 통해 아일랜드 의회에서 최다 의석을 보유하게 되어 집권정당이 되었다. 피어너 팔은 아일랜드 독립 이후 새 정부와 내각체제를 7번동안 수립한 아일랜드 최대의 정당이다.
2007년 5월에 있었던 아일랜드 총선에서 다시 승리하여 다수당 자리를 유지하게 되었고 1994년 앨버트 레이놀드를 뒤를 이어 당수가 된 버티 어헌은 총리직을 세 번 연속 수행하게 되었다. 그러나 버티 어헌은 부패 스캔들과 관련되어 총리직과 총재직을 사임하였고, 그 후임으로 브라이언 카우언이 선출되어 재직 중이다. 
2020년 6월에 있었던 아일랜드 총선에서 승리하여 대표직을 담당했던 마이클 마틴이 총리로 브라이언 카우언 이후 9년 만에 야당 후보 중에서 처음으로 선출 되었다.

## 같이 보기
- 분류:피어너 팔 당원
- 북아일랜드의 정당 목록
- 아일랜드의 정당